# Stazione di Alexandra Palace
Alexandra Palace è una stazione sulla East Coast Main Line che prende il nome dal vicino Alexandra Palace, situata nel sobborgo di Wood Green, nella zona settentrionale di Londra. Si trova nella Travelcard Zone 3..
Non va confusa con la stazione con lo stesso nome sulla London & North Eastern Railway, situata accanto al palazzo stesso, aperta nel 1873 e chiusa nel 1954.

## Storia
La stazione fu aperta il 1º maggio 1859 dalla Great Northern Railway (GNR), con il nome di Wood Green. Fu ribattezzata Wood Green (Alexandra Park) nel 1864.
La GNR nel 1923 divenne parte della London and North Eastern Railway (LNER) in base alla legge del 1921 sul raggruppamento delle compagnie ferroviarie britanniche, che creò le cosiddette "grandi quattro". Nel 1948, con la nazionalizzazione, la stazione passò sotto la gestione della British Railways. Il 18 marzo 1971 tornò al suo nome originale di Wood Green e fu definitivamente rinominata Alexandra Palace il 17 maggio 1982. Quando la British Railways fu divisa in settori negli anni ottanta, la stazione divenne di competenza del Network SouthEast.

## Movimento
L'impianto è servito dai treni della Great Northern.

## Interscambi
Nelle vicinanze della stazione effettuano fermata alcune linee urbane automobilistiche, gestite da London Buses
- Fermata autobus

## Sviluppi futuri
Nel maggio 2013 è stato annunciato che la stazione sarebbe stata scelta come capolinea della prevista nuova linea Crossrail 2. Il percorso approvato nel 2015 prevede due opzioni di tracciato: una che passerebbe per Turnpike Lane e Alexandra Palace prima di proseguire per New Southgate, e una che invece passerebbe per Wood Green. Il progetto Crossrail 2 è stato sospeso nell'ottobre 2020.